# Емихони
Емихоните (на немски: Emichonen) са благороднически род от франкси произход, от които произлизат няколко рода. Техните членове вероятно са под-графове на Салиите, „Гауграфове“ в територията на графство Наегау.
Ок. 940 г. Емих, васал на граф Конрад Червения получава от Хадамар от Фулда имоти във Вормсгау. Този Емих вероятно е роднина с графовете на Лайнинген.
Между 960 и 1065 г. в документи са доказани без прекъсване графове с името Емих.
Емих V ок. 1091 г. се отказва от титлата „Гауграф“ и през 1098 г. се нарича граф фон Флонхайм и 1107 г. граф фон Шмидтбург. Така завършва историята на Етихоните. Те започват да се наричат „Вилдграфове“, „Рауграфове“ и „графове на Велденц“.
От тях произлиза граф Емих II фон Лайнинген († пр. 1138), бащата на род Дом Лайнинген (първата линия Алт-Лайнинген) в днешен Рейнланд-Пфалц.